# 3768 Monroe
3768 Monroe eller 1937 RB är en asteroid i huvudbältet som upptäcktes den 5 september 1937 av den sydafrikanske astronomen Cyril V. Jackson i Johannesburg. Den har fått sitt namn efter den amerikanska skådespelerskan, Marilyn Monroe.
Asteroiden har en diameter på ungefär 26 kilometer.